# Эрмосилья Альварес, Карлос
Карлос Эрмоси́лья А́льварес (исп. Carlos Hermosilla Álvarez; 18 октября 1905, Вальпараисо — 16 августа 1991, Винья-дель-Мар, Вальпараисо) — чилийский график, художник, гравёр и поэт. Своим творчеством стремился исправить несправедливость и помочь борьбе соотечественников против диктатуры Пиночета.

## Биография
Карлос Эрмосилья Альварес родился 18 октября 1905 года в чилийском портовом городе Вальпараисо — административном центре одноимённой провинции в семье Карлоса Эрмосильи Сануэсы и Марии Исабель Альварес; он был старшим из трёх братьев. Его детство и юность сопровождались нищетой, болезнями, ему приходилось много и тяжело работать, самой квалифицированной для юного Карлоса была работа помощника литографа.
Когда ему исполнилось пятнадцать лет, семья переехала в Сантьяго. Страдая полиомиелитом, он потерял руку и ногу, но поклялся себе несмотря ни на что стать художником.
Сперва учился рисовать самостоятельно и лишь 1928 году поступил на курс Аны Кортес в столичной Школе изящных искусств (ныне Академия рисования).
В 1939 году Эрмосилья Альварес стал преподавать студентам рисование в Школе изящных искусств города Винья-дель-Мар. В 1940-х годах оформил стенные росписи в Народном ресторане в Винья-дель-Мар и больнице в Вальпараисо.
В период с 1952 по 1954 год Карлос Эрмосилья Альварес путешествовал в поисках сюжетов по Австрии, Польше, Италии, Франции и уже в следующем году провёл ретроспективную выставку в зале Чилийского университета, где экспонировались его 89 полотен.
В 1962 и 1963 годах он в поисках вдохновения посетил Кубу и вновь путешествовал по Европе. Он выставлялся в Риме, а по возвращении в Вальпараисо опубликовал свой первый сборник стихотворений.
В 1966 году Карлос Эрмосилья Альварес был удостоен звания «Заслуженный гражданин Вальпараисо».
В 1971 году Институт латиноамериканского искусства Чилийского университета отметил его званием Народный художник.
В 1983 году Эрмосилья Альварес опубликовал свой труд под заглавием: «Фотосонетос Вальпараисо» (исп. «Fotosonetos Valparaíso»).
В искусстве художник пробовал свои силы в графике: рисунке карандашом, гравюре на меди, ксилографии, литографии, цинкографии, офорте, сухой игле, линогравюре и монокопии: он был автором множества портретов чилийских общественных деятелей и рядовых тружеников (портретные серии «Благородные лица», «Чилийские поэты» и другие), пейзажей и национальных событий, большинство из которых были так или иначе связаны с его родным городом, который он очень любил.
Карлос Эрмосилья Альварес умер 16 августа 1991 года в городе Винья-дель-Мар.
Часть его работ была передана в общественное достояние, а остальная часть — Университету педагогических наук Плайя-Анча.
Эрмосилья Альварес был женат на Марии Пинто — медсестре и скульпторе-любительнице.